# Katzenelnbogen
Katzenelnbogen är en stad i Rhein-Lahn-Kreis i det tyska förbundslandet Rheinland-Pfalz. Katzenelnbogen, som är känt för sin borg med anor från 1000-talet, har cirka 2 300 invånare.
Kommunen ingår i kommunalförbundet Verbandsgemeinde Aar-Einrich tillsammans med ytterligare 30 kommuner.